# Consuelo Císcar Casaban
Consuelo Císcar Casaban (Picanya, 1945) és una política valenciana, militant del Partit Popular i exdirectora de l'Institut Valencià d'Art Modern. És germana del també polític, Ciprià Císcar (PSPV-PSOE) i parella de Rafael Blasco, conseller del Govern valencià a diverses etapes, tant socialistes com populars.
És llicenciada en Empresarials i és funcionària de carrera amb plaça al Museu de Belles Arts de València, del qual fou directora general des de 1995 fins al 2001. Posteriorment fou nomenada Directora General de Promoció Cultural i Patrimoni Artístic, Sotssecretària de Promoció Cultural i finalment Secretària Autonòmica de Cultura de la Generalitat Valenciana, càrrecs adscrits a la Conselleria de Cultura i Educació en diverses etapes dels governs liderats per Eduardo Zaplana i Francisco Camps. Des de 2004 al 2014 va ser directora de l'Institut Valencià d'Art Modern (IVAM).
Durant la seua gestió com a directora de l'IVAM, llampejada amb el tèrbol cas de blanqueig de capitals de la xarxa de Gao Ping, el museu valencià ha obtingut els pitjors resultats de rendibilitat i qualitat cultural El gener de 2016 va ser imputada per un presumpte delicte de prevaricació, malversació i falsedat documental.
L'agost de 2021, la secció quarta de l'Audiència Provincial de València la declarà culpable de la comissió d'un delicte continuat de prevaricació administrativa i un altre de malversació de fons per haver usat diners públics del museu valencià amb l'objectiu de promoure l'obra artística del seu fill, Rafael Blasco Císcar («Rablaci»). La pena de la sentència ascendí a un any i mig de presó, així com a dos anys i sis mesos d'inhabilitació laboral per a ocupar càrrecs públics a l'administració del País Valencià. Pel que fa a la pena de presó quedà suspesa i condicionada a la no reincidència en els dos anys posteriors, així com l'abonament de la quantitat de 75.000 euros. Aquesta, en qualitat de responsabilitat civil pendent, suposaren 50.000 euros pels fons públics desviats i 25.000 euros pel mal causat en la reputació del museu. Aquesta darrera sanció es podria pagar en un termini màxim de 20 mesos i de forma subsidiària amb els altres dos condemnats: Juan Carlos Lledó, exdirector econòmic administratiu del museu, i l'empresari Enrique Bienvenido Martínez. A la sentència, que tingué caràcter de ferma i, per tant, no subjecte a recursos, es tingueren en compte els atenuants de reparació del mal i confessió.